# Anemonina
Anemonina – organiczny związek chemiczny z grupy laktonów. Została wyizolowana z jaskra ostrego. Występuje w sasance zwyczajnej (Anemone pulsatilla) i innych jaskrowatych. Ma właściwości drażniące.